# 竹本小太郎
竹本 小太郎（たけもと こたろう）は、福島県出身の日本の漫画家。主にゲイ雑誌に作品を発表している。

## 人物・来歴
1980年代に大手出版社の少女漫画誌で恋愛物を描いていたが、ゲイ雑誌「薔薇族」1983年4月号でペンネームを「竹本小太郎」に改めて作品を発表し始めた。
作品は、現在のゲイ漫画の中心ともいえる男性同士のセックスやSMといったものを主軸にはせず、世間に認められないゲイの恋愛や日常の生活などが中心となることが多い。必要以上のセックスシーンを描くことがない。作品のほとんどは読み切り短編の形を取っている。
絵柄は薔薇族に初めて掲載された当初は少女漫画誌で描いていたものとそのまま同じものであったがゲイ漫画とは何かと模索、試行錯誤していくうちに80年代末期頃にはレディコミのような線が細くシャープな絵になり90年代には登場人物殆どが丸みを帯びた体型の絵に変わっていった。よくデブ専だと言われるが違うとのこと。
薔薇族以外に、「BADI」や「G-men」といったゲイ雑誌で作品が掲載されたこともある。現在は休筆中だが、過去の単行本未収録作品が『コミックシーモア』と言う携帯漫画サイトで読む事が出来る。

## 作品
単行本
- まぶしい空にKissしよう
- 5月のせいかもしれない
- 雲に抱かれて眠りたい

（一部前後編形式の読切短編集。いずれも第二書房刊）
3冊とも各作品ごとに著者のあとがき解説を兼ねたミニエッセイが収録、但し電子書籍版には未収録
単行本未収録作品
＜短編集＞
- つぶやきあつめ
- 波音（なみ）に抱かれて
- 二十年目のヒーロー
- 雪どけ／午前二時
- それは五月に始まった
- 20世紀最後の夏がゆく

＜連載＞
- 君と見ていた海―ヨコハマ便り―

薔薇族1995年6月(281号)から1995年10月(285号)まで毎号連載（全5回）
　初めて付き合った男性に二ヶ月で振られてしまい深く傷ついた横浜の20歳の大学生河村泰之は夏央という男と出会い失恋の傷を癒していくが・・。
- 恋後編

薔薇族1996年8月号、9月号、11月号（二話掲載）12月号、1997年2月号、3月号、5月号掲載（全8回）

　堤 孟彦と国 将市は高校の頃から7年間付き合っているカップル。

　ある日将市が高校生の隼に浮気していたことを孟彦は知り将市は家を追い出されるがあろうことか将市達は同じマンションの元々住んでいた部屋の一階上に住み始める。

2人は本当に別れたと言えるのか？物語は彼らの高校の先輩であるプレイボーイの医者の侑治を巻き込み、男同士が付き合い同棲していく上での複雑な心理を交えながらコミカルかつセンチメンタルに展開していく。
- 愛になれ

薔薇族1998年9月号、11月号1999年1月号、3月号、4月号、5月号、7月号、8月号掲載（全8回）
　周囲にゲイであることを隠している新入社員の浜田は事あるごとに自分を励ましてくれる既婚者の係長の野沢にかなわぬ恋をしている。
ある日浜田は野沢がリストラされてしまうことを聞いてしまい・・・。同性愛者であることを隠しながら生きる者達だけではなくバイセクシャルを配偶者に持つ女性の心情にもスポットを当てた作品。
- 恋なんて･･･恋なんて･･･

　薔薇族2001年12月号、2002年1月号、3月号、4月号、6月号、7月号、10月号、11月号、2003年1月号掲載（全9回）
パチンコ店で働く沢村は付き合っていた彼氏と別れもう恋なんてしないと誓うが自分より年上なのに「先輩」と呼ぶ遠い小樽から来た新入店員のゲイの青年辻和也と恋に落ちてしまう。
沢村に対し常に明るく振る舞う和也だが実は重い過去を持っていて・・。
＜単行本と電子書籍ともに未収録＞
- ときめいて・・・・

　薔薇族増刊号KNOCK創刊'84夏の号(1984年8月発行)掲載
- せつないほどの秋

　薔薇族増刊号バラコミ創刊号(1986年11月発行)掲載
- いつかは知らないふたりになる

　薔薇族97年7月号(通号294号)掲載